# Cunard Building
El Cunard Building es un monumento clasificado de grado II* situado en Liverpool, Reino Unido. Se encuentra en el Pier Head y junto con los cercanos Royal Liver Building y Port of Liverpool Building es una de las «tres gracias» de Liverpool, que se encuentran en el paseo marítimo de la ciudad. También forma parte de la ciudad marítima y mercantil de Liverpool, designada Patrimonio de la Humanidad por la Unesco.
Fue diseñado por William Edward Willink y Philip Coldwell Thicknesse y se construyó entre 1914 y 1917. El estilo del edificio es una mezcla del renacentista italiano y el neogriego, y también fue influido particularmente por el estilo palazzo. El edificio es destacable por las decoradas esculturas que adornan sus fachadas.
Desde su construcción hasta los años sesenta, el edificio fue la sede de la Cunard Line, y todavía conserva su nombre. También albergaba instalaciones para los pasajeros de los viajes transatlánticos de Cunard que partían de Liverpool. En la actualidad, el edificio es propiedad del Ayuntamiento de Liverpool y alberga numerosas organizaciones públicas y privadas incluidas The British Music Experience. Está situado frente a la Albion House, la antigua sede de la White Star Line.

## Historia

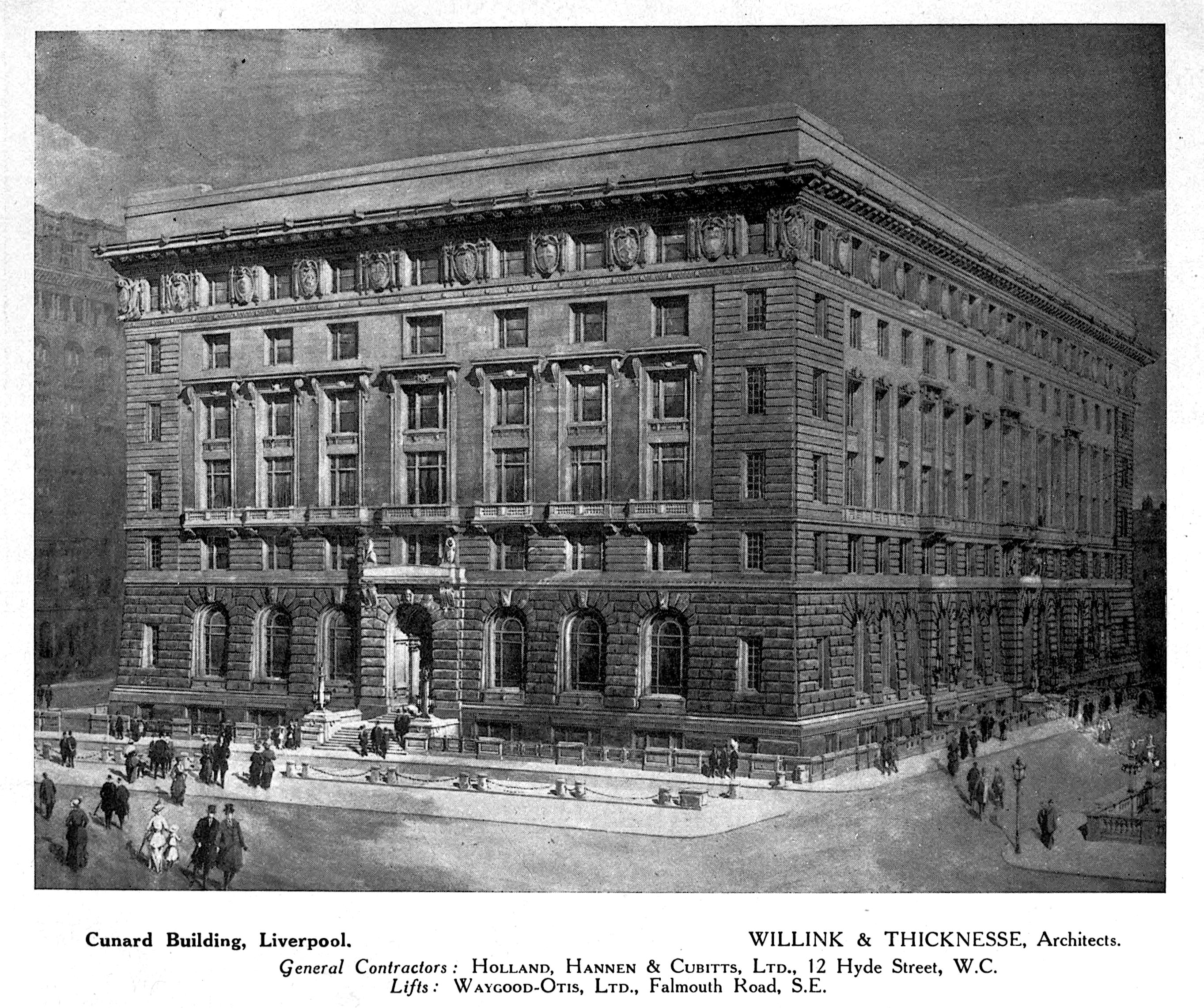
Dibujo en perspectiva del Cunard Building realizado en 1916.

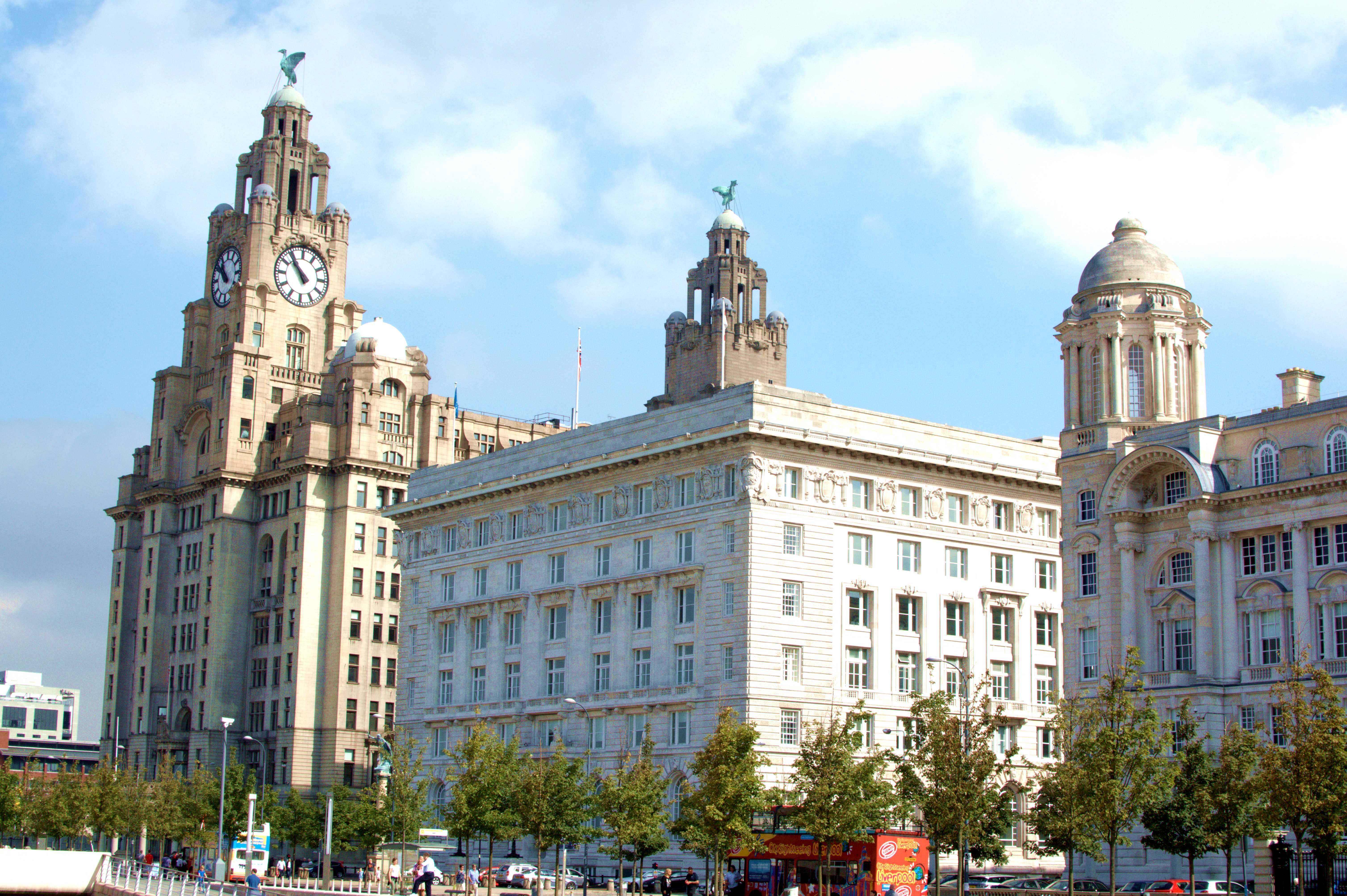
El Cunard Building entre el Royal Liver Building y el Port of Liverpool Building.

En 1914, la Cunard Steamship Company encargó la construcción de una nueva sede para la empresa. La expansión de Cunard había hecho que se quedaran pequeñas sus anteriores oficinas, que estaban también en Liverpool, y el lugar escogido para la nueva sede estaba en el antiguo George's Dock, entre el Royal Liver Building y el Port of Liverpool Building. El edificio fue diseñado por los arquitectos William Edward Willink y Philip Coldwell Thicknesse y estaba inspirado en los grandes palacios del Renacimiento italiano. Fue construido por Holland, Hannen & Cubitts entre 1914 y 1917, con Arthur J. Davis, de Mewes and Davis, como consultor.
En 1934, la Cunard Steamship Company se fusionó con la White Star Line para formar la Cunard White Star Line, que se convirtió en la mayor compañía de barcos de vapor de pasajeros del mundo, contribuyendo a que Liverpool fuera uno de los centros más importantes de la industria británica de transatlánticos. El Cunard Building sirvió entonces como la sede central de la empresa fusionada, y en él se encontraban instalaciones administrativas y de diseño de barcos. Muchos barcos y transatlánticos fueron desarrollados y diseñados en el Cunard Building, incluido el RMS Queen Mary, el RMS Queen Elizabeth y el RMS Queen Elizabeth 2. Como Liverpool era un importante puerto transatlántico y debido a la cercanía del edificio al río Mersey, las plantas más bajas del Cunard Building se usaron para proporcionar espacio para los pasajeros de los transatlánticos, tanto antes como después de la travesía. En el interior del edificio había instalaciones para pasajeros, incluidas salas de espera separadas para los pasajeros de primera, segunda y tercera clase, una sala de reservas, una consigna de equipaje y una oficina de cambio de divisas. El edificio también proporcionaba instalaciones para los empleados de Cunard, tanto terrestres como marítimos. Durante la Segunda Guerra Mundial, el sub-sótano del Cunard Building se usó como refugio antiaéreo para los trabajadores del edificio y de los edificios cercanos. Los sótanos también servían como la sede central de Air Raid Precautions en la ciudad de Liverpool durante la guerra. Se instalaron viguetas de acero reforzadas para fortalecer el sótano en caso de un impacto directo en el edificio.
El edificio siguió siendo la sede de Cunard hasta los años sesenta, cuando la empresa decidió trasladar sus operaciones en el Reino Unido a Southampton, en la costa sur de Inglaterra, y su sede global a Nueva York. Cunard vendió posteriormente el edificio a Prudential plc en 1969. En 1965 English Heritage designó el Cunard Building como un monumento clasificado de grado II*. Inicialmente, fue catalogado junto con el Liver Building y el Port of Liverpool Building dentro de Pier Head, pero en 1985 cada edificio recibió su listado propio. En noviembre de 2001 el edificio fue vendido al Merseyside Pension Fund, una organización que proporciona servicios de pensión a los trabajadores del sector público de Merseyside. En la actualidad, el edificio alberga oficinas de varias organizaciones públicas y privadas. En noviembre de 2008 se anunció que los propietarios del edificio habían encargado al estudio de arquitectura local Buttress Fuller Alsop Williams que elaborara un plan para conservar el edificio. El plan implicaba colaboración con English Heritage y el oficial de conservación de la autoridad local y se usaría para controlar cualquier modificación o reparación realizada en el edificio.
En octubre de 2013 el Ayuntamiento de Liverpool aprobó la adquisición del Cunard Building para su uso como oficinas y terminal de cruceros. El Ayuntamiento proyectó que el edificio alojaría mil empleados trasladados desde Millennium House y desde oficinas alquiladas en el Capital Building, generando un ahorro estimado en 1.3 millones de libras. Sin embargo, su uso previsto como terminal de cruceros tuvo que ser abandonado debido a los altos costes asociados con la seguridad y el control fronterizo.
En mayo de 2023, Taylor Swift fue vista grabando un clip en este edificio, donde se le veía escapando con un cuadro de una gran explosión. El clip, que pertenece a la canción"I Can See You" fue revelado el 7 de julio en un concierto.

## Diseño

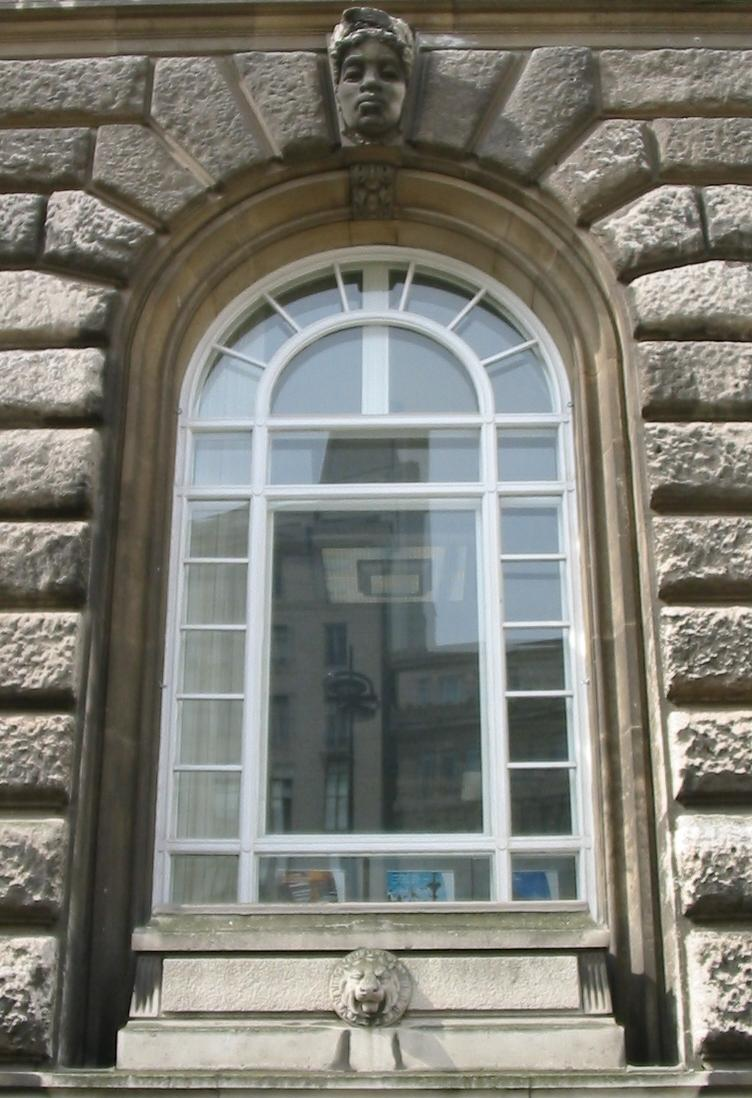
Una de las caras que representa la naturaleza global de las operaciones de Cunard.

El estilo arquitectónico del Cunard Building se puede describir como una mezcla del renacentista italiano y el neogriego, con una cierta influencia Beaux Arts en la forma estructural del edificio. Los diseños de Willink and Caldwell fueron influidos profundamente por la obra del arquitecto italiano Baldassare Peruzzi y en general por el diseño de los palacios renacentistas italianos; se cree que el Palazzo Farnese de Roma ejerció una particular influencia. Pese a la fuerte influencia italiana, los arquitectos escogieron introducir el estilo griego para los detalles y, dado que el edificio es más grande que los palacios italianos que proporcionaron su inspiración, su forma estructural se basó en los edificios estadounidenses de estilo Beaux Arts como los de Nueva York.
El Cunard Building tiene aproximadamente una forma rectangular, con nueve ventanas en los lados este y oeste, y diecisiete ventanas en los lados norte y sur. Sin embargo, dado que fue construido después del Royal Liver Building y el Port of Liverpool Building, situados a sus dos lados, las limitaciones de espacio hicieron que el lado este (hacia tierra) se construyera con nueve metros más de anchura que el lado oeste (hacia el mar). Las ventanas centrales de cada lado proporcionan los puntos de entrada principales al edificio. Cada entrada consiste en una gran puerta con paneles de roble, adornada por un par de columnas estriadas y con un techo a casetones. El Cunard Building tiene seis plantas de altura y dos sótanos. Debido a que fue construido en la parcela del antiguo George's Dock, todavía puede verse una parte del muro original del muelle en el lado este del primer sótano.

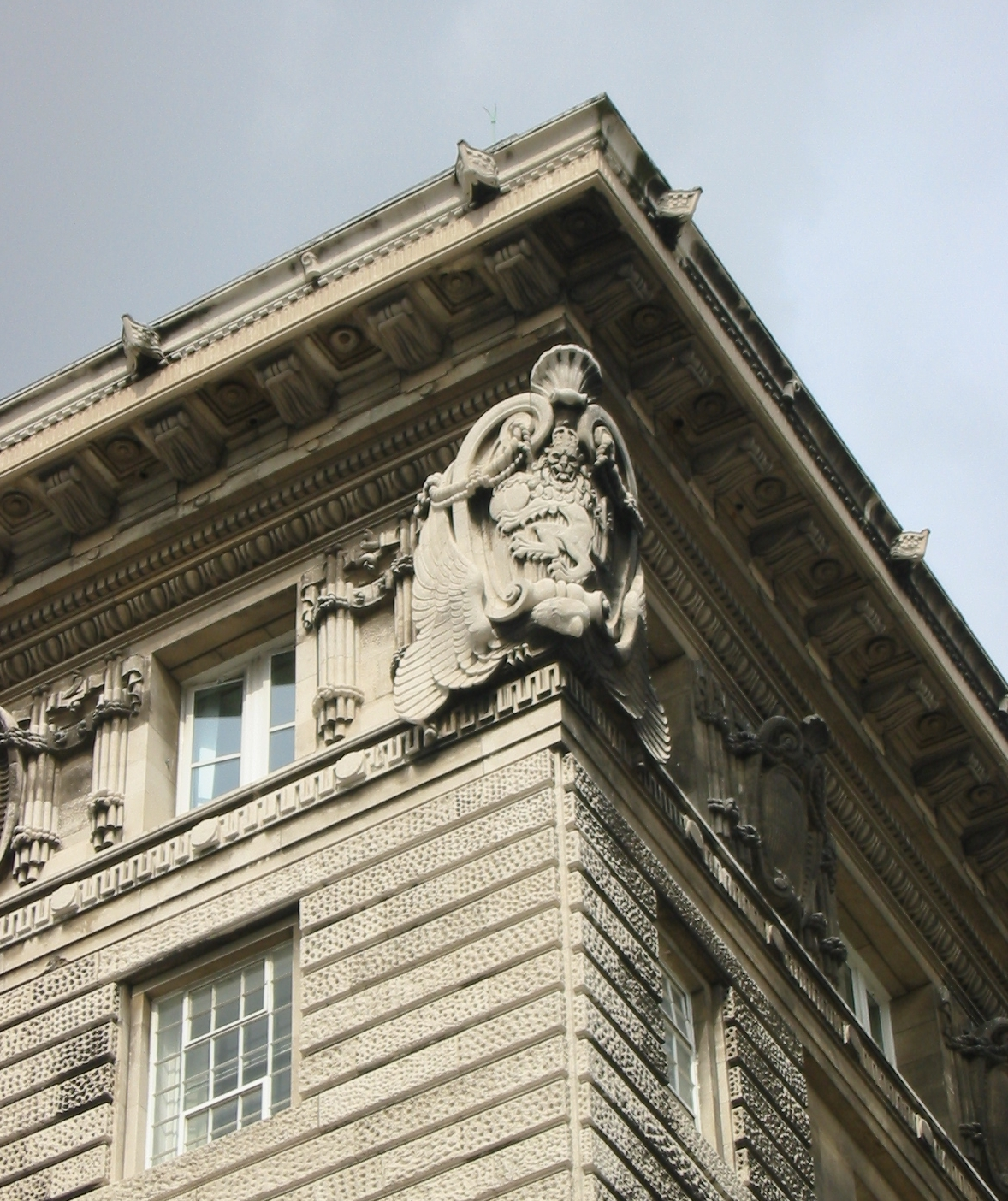
El Cunard Building está adornado por varias esculturas con mucho detalle, incluida esta que muestra un león rugiente erguido sobre sus patas traseras.

La estructura del edificio se construyó de hormigón armado, y fue revestida posteriormente con piedra de Pórtland. El exterior del edificio está adornado por varias esculturas con mucho detalle, incluidas las de Britania y Neptuno, así como otras que representan la paz, la guerra y las tormentas. También hay esculturas del Zodiaco y el escudo de los aliados del Reino Unido en la Primera Guerra Mundial. Otra serie de esculturas muestran diferentes etnias de todo el mundo, que pretenden reflejan las operaciones globales de Cunard. Se usó mármol para revestir varias estancias del interior del edificio, particularmente los pasillos de la planta baja que conectan las entradas norte y sur. Este mármol se importó de varios lugares de Italia y Grecia, como Ática, Carrara y Arni Alto.
Dado que el uso inicial del Cunard Building era mixto, hay varios elementos en el edificio que reflejan los usos originales de sus diferentes zonas. Inicialmente, las instalaciones de administración de Cunard estaban situadas en las plantas más altas y, debido a las necesidades de luz en las instalaciones de diseño, estas habitaciones tenían luces en el techo además de grandes ventanas para maximizar la cantidad de luz natural. Otro elemento a destacar son los accesorios ornamentales de alta calidad presentes en el que fue el antiguo salón de pasajeros de primera clase, en la primera planta. Estos accesorios se encuentran también en la antigua sala del consejo de administración, que está situada en una posición dominante en la quinta planta, con vistas del río.
Uno de los elementos más notables del Cunard Building es su gran sótano y subsótano, que inicialmente servían como almacenamiento tanto para la propiedad de la compañía como para el equipaje de los pasajeros. En el sótano también se almacenaba carbón, mientras que una pequeña vía de ferrocarril proporcionaba una conexión con la sala de calderas, que calentaba el edificio. Todavía se conservan muchos elementos originales del sótano, incluidos los portaequipajes de madera, los cuadernos de bitácora y otros documentos marítimos. Varias bóvedas acorazadas, que en el pasado se usaron para almacenar los artículos más valiosos de los pasajeros, todavía se usan en la actualidad para guardar documentos, dibujos y planos históricos relacionados con el Cunard Building o con algunos de los barcos de Cunard, como el RMS Queen Mary.

## Cunard War Memorial

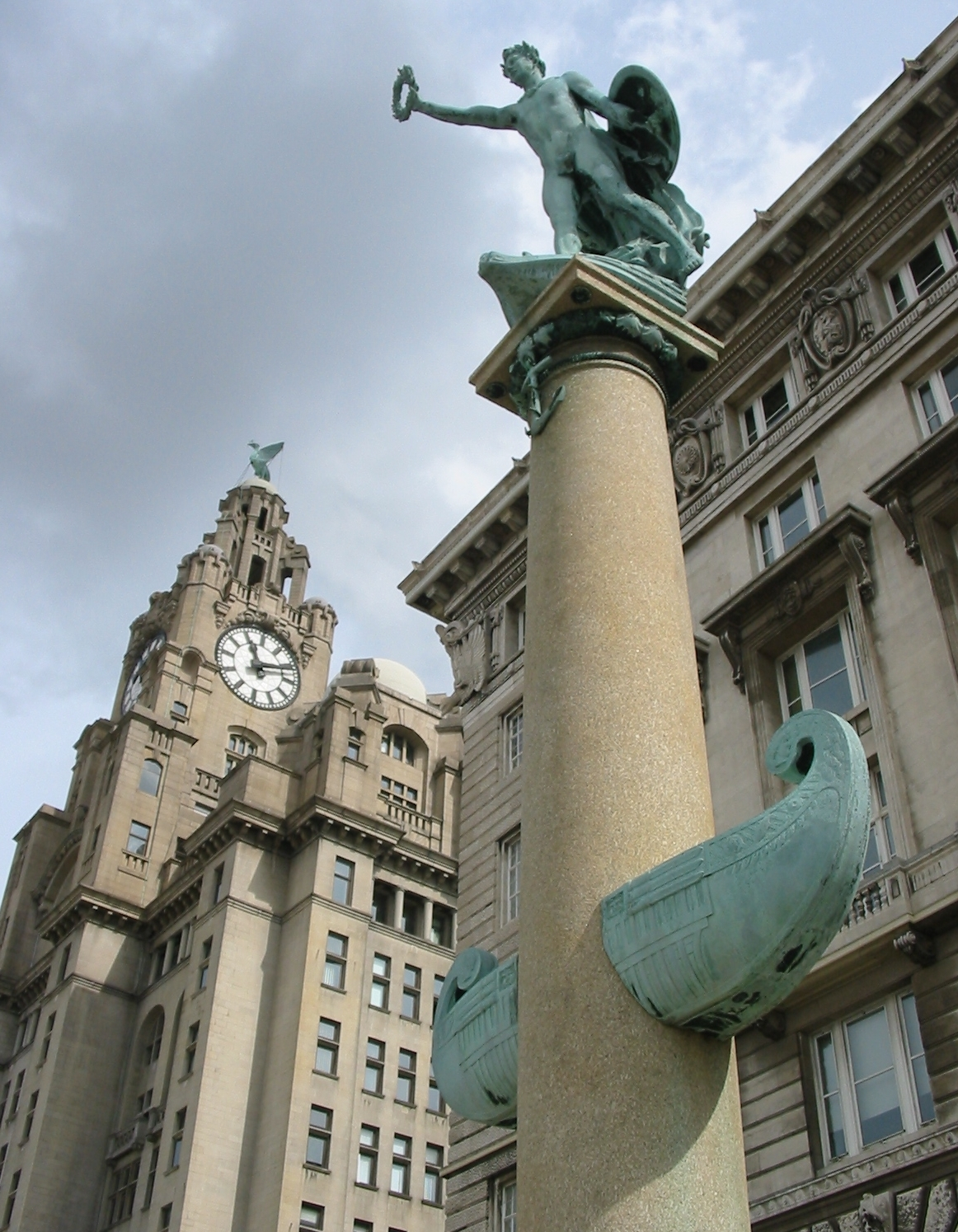
El Cunard War Memorial.

El Cunard War Memorial (literalmente, «Memorial de Guerra de Cunard») está situado en el lado oeste del Cunard Building y fue erigido en memoria de los trabajadores de Cunard que perdieron su vida durante la Primera Guerra Mundial, y posteriormente en la Segunda Guerra Mundial. Es un monumento clasificado de grado II, que fue diseñado por Arthur Davis, que había actuado como consultor en la construcción del Cunard Building. Fue erigido en torno a 1920, aunque no fue inaugurado oficialmente hasta 1921, por el conde de Derby, Edward Stanley. Antes de colocarse en Pier Head, el monumento había estado expuesto en la Royal Academy of Arts de Londres.
El monumento se compone de una gran estatua de bronce colocada sobre una columna de orden dórico, que a su vez está elevada sobre el terreno mediante un pedestal. La estatua fue esculpida por Henry Alfred Pegram, mientras que John Stubbs & Sons proporcionaron la piedra. Debido a los deseos de los arquitectos de que el monumento estuviera en consonancia con el diseño del Cunard Building, Davis diseñó el memorial a juego con los elementos griegos del edificio. La figura que lo corona es de un hombre, que se dice que representa la victoria, situado de pie sobre la proa de un barco romano. En torno a él hay otras referencias navales como cuerdas, anclas y conchas. Tras la Segunda Guerra Mundial, el monumento se dedicó a todos los empleados de Cunard que perdieron la vida en ambas guerras. Una inscripción en un lado del memorial reza pro patria, que en latín significa «por la patria».